# Caninae
Caninae, potporodica pasa (Canidae) koja se sastoji od dva tribusa s ukupno 20 rodova, isključujući prethistorijske vrste. Tribusi obuhvaćaju prave pse (Canini) i prave lisice (Vulpini), te neke rodove koji ne pripadaju nijednom ovom tribusu.

## Rodovi
- Alopex, Atelocynus, Canis, Cerdocyon, Chrysocyon, Cuon, Dusicyon, Eucyon, Fennecus, Leptocyon, Lycalopex, Lycaon, Nyctereutes, Otocyon, Protocyon, Pseudalopex, Speothos, Theriodictis, Urocyon, Vulpes[1]